# 이카리노 가즈마
이카리노 가즈마(일본어: 碇野 壱馬, 1986년 5월 31일 ~ )는 일본의 전 축구 선수이다.

## 구단 경력
과거 AC 나가노 파르세이루, 레노파 야마구치 FC에서 활동하였다.